# Feta

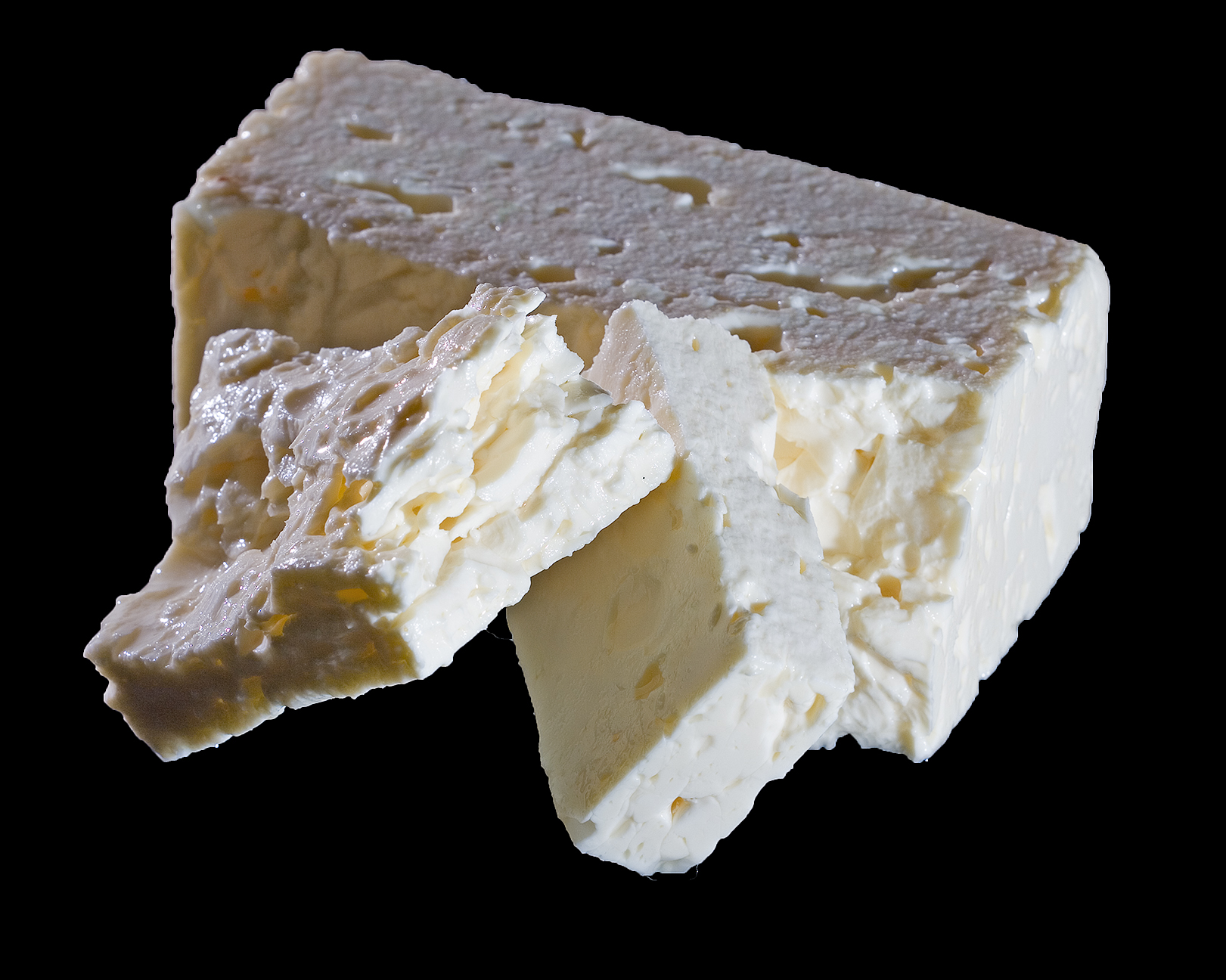
Feta-Käse

Der Feta (griechisch (τυρί) φέτα [(tiˈri) 'fɛta], deutsch ‚Feta-Käse‘) ist ein griechischer Salzlakenkäse. Er ist in seiner ursprünglichen Bedeutung ein drucklos ausgemolkter Schafskäse (teilweise auch Ziegenkäse), der in Salzlake gereift wurde und einen recht intensiven Geschmack hat.

## Geschichte

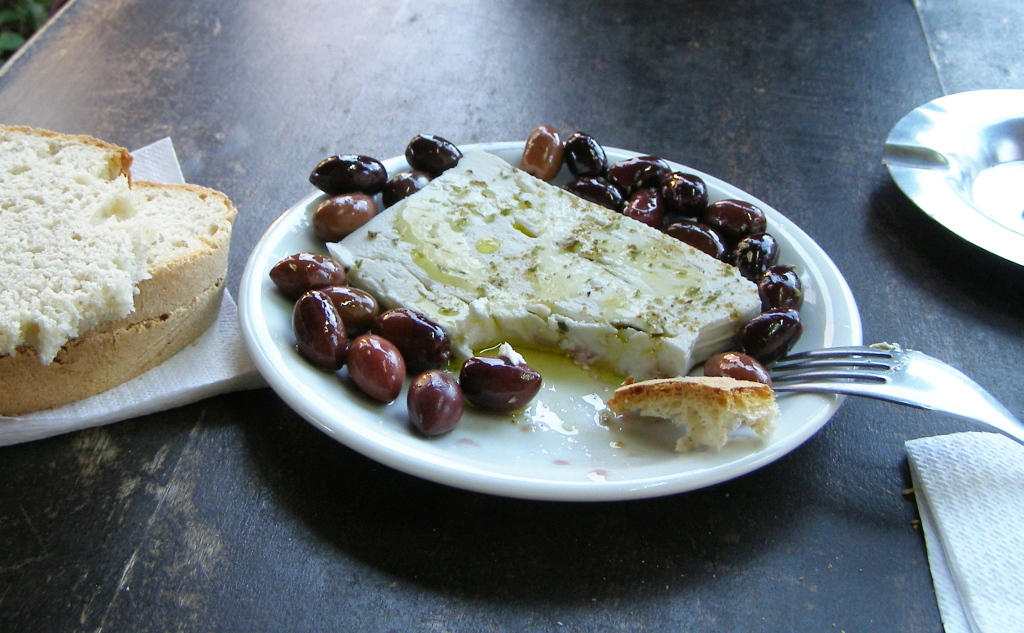
Schafskäse und Oliven

Diese Käsesorte wird in Griechenland seit dem Altertum und für den eigenen Konsum produziert.
Eine Erwähnung des Feta-Käses geht auf das Jahr 1494 zurück, als ein italienischer Reisender den in Fässern gelagerten Käse im Hafen von Candia sah; er wurde als Prosfatos bezeichnet, was so viel wie „kürzlich“ oder „frisch“ bedeutet. Der Käse bürgerte sich in Griechenland mit der Zeit als Feta ein, dem seit dem 17. Jahrhundert vom italienischen fetta ins Griechische übernommenen Wort für „Scheibe“, da dieser auf dem griechischen Festland und den Inseln der ehemaligen Präfektur Lesbos produzierte Käse in Scheiben geschnitten und in Fässern mit Salzlake gelagert wurde.
Nachdem sich dieser Schafskäse in vielen europäischen Ländern großer Beliebtheit erfreute, wurden Salzlakenkäse aus anderen Regionen der EU (die häufig aus günstigerer Kuhmilch gemacht waren) bis 1997 ebenfalls als Feta verkauft.

## Inhaltsstoffe
Feta-Käse enthält je 100 Gramm circa 22 g Fett, 14 g Proteine und 4 g Kohlenhydrate. Daraus ergibt sich ein Nährwert von 1109 kJ (265 kcal) pro 100 g. Der Anteil gesättigter Fettsäuren beträgt rund 62 %. Feta enthält hohe Mengen an Vitamin B2 und B12, zudem kommen auch Vitamin A und weitere B-Vitamine in nennenswerten Mengen vor.

## Schutz des Begriffs durch die EU-Kommission
Nach der Verordnung (EG) Nr. 1829/2002 der EU-Kommission darf seit dem 15. Oktober 2002 nur noch in Salzlake gereifter weißer Käse aus Schaf- und/oder Ziegenmilch, der auf dem griechischen Festland und den Inseln der ehemaligen Präfektur Lesbos hergestellt worden ist, den Namen Feta tragen. Diese Verordnung der Kommission, die von Deutschland und Dänemark (mit Unterstützung Frankreichs und des Vereinigten Königreichs) angefochten wurde, bestätigte der Europäische Gerichtshof (EuGH) mit Urteil vom 25. Oktober 2005 (Az. C-465/02; C-466/02).
Mit ein Grund für diesen EU-Beschluss war, dass in Griechenland zu jenem Zeitpunkt rund 60 % des Feta-Käses der EU hergestellt wurde, bei der Herstellung aus Schaf- und Ziegenmilch waren es sogar 90 %. 34 % des in der EU produzierten Feta wurde aus Kuhmilch hergestellt, der vor allem für den Export in Drittländer bestimmt war. Über 85 % des in der EU produzierten Feta wurden in Griechenland konsumiert. Vor dem EU-Beschluss hatten nur Griechenland (ab 1935) und Dänemark (ab 1963) detaillierte Rechtsvorschriften bezüglich des Handels mit Feta-Käse sowie die Niederlande zwischen 1981 und 1998. In Österreich war der Begriff Feta aufgrund eines bilateralen Abkommens von 1972 mit dem Königreich Griechenland griechischen Erzeugnissen vorbehalten. Dänemark produzierte diesen Käse seit den 1930er Jahren vor allem für den Export. Der Produktions-Höchstwert war hier 1989 mit 110.932 Tonnen (Herstellung hier nach alter Regel fast nur aus Kuhmilch). Die EU argumentierte, dass der Nachweis nach einer Gattungsbezeichnung namens Feta nicht vorhanden sei. Zur geschützten geographischen Bezeichnung Φέτα (Feta) führte der Umstand, dass der ursprüngliche Feta nur auf dem griechischen Festland und der ehemaligen Präfektur Lesbos produziert werde. Nur dort könne die spezielle Milch der traditionell gehaltenen Schafe und Ziegen örtlicher Rassen produziert werden, weil nur dort diese spezielle Weidegebiet-Flora vorkomme, die wiederum die Rassenbildung der Tiere beeinflusst habe. Dazu gehöre auch die extensive Beweidung und die Wandertierhaltung als Schlüsselelemente für die Haltung der Schafe und Ziegen, die das Ausgangserzeugnis für die Herstellung des Feta-Käses liefern.

### Kefalonia
Obwohl auch die Insel Kefalonia traditionell Feta erzeugt, wurde bei der Definition der geschützten Ursprungsbezeichnung die Insel außen vor gelassen. Während in Griechenland dies für Verbraucher keine Rolle spielt, verlieren die Molkereien beim Vertrieb im Ausland, da diese keinen echten „Feta“ produzieren und Preisabschläge in Kauf nehmen müssen.

### Reaktionen auf den Schutz des Begriffs
Da der Begriff Feta nun nicht mehr auf Erzeugnisse anderer Regionen als der ursprünglichen oder für Salzlakenkäse aus beliebiger Milch angewendet werden kann, werden Verpackungen mit griechisch-anmutenden Namen oder Illustrationen versehen.
Auch werden Ersatznamen erfunden, die imageträchtiger erscheinen als der richtige Begriff Salzlakenkäse. Solche Umgehungskonstrukte sind: Käse (Feta-Art), Pheta, Balkankäse, Hirtenkäse, Käse nach Balkanart, Weißer Käse, Hetaxkäse, Schipkakäse (unter diesem Namen war der bulgarische Salzlakenkäse in der DDR bekannt), Salatkäse nach griechischer Art und Deutscher Hirtenkäse nach traditioneller Art. Die Bezeichnungen Schafskäse, Schafkäse oder griechischer Käse verbieten sich wegen Irreführung der Kunden, falls der Käse nicht aus Schafsmilch ist oder nicht aus Griechenland kommt.
Einige Hersteller verkaufen sowohl Produkte, die in der Ursprungsregion aus Schafsmilch erzeugt werden, als auch Produkte, die diesen Kriterien nicht entsprechen. Dabei wird allein die Marke zum herausragenden Kennzeichen der Produkte. Andere Hersteller schaffen neue Markenbezeichnungen, die sich erkennbar an den Begriff Feta anlehnen, und vermarkten damit Produkte aus Kuhmilch.